# Cross Game
Cross Game (クロスゲーム, Kurosu Gēmu) es un cómic manga creado por Mitsuru Adachi, del género comedia romántica o Romakome, y ambientado en el mundo del béisbol. Fue distribuido comercialmente por la editorial Shogakukan en la revista Weekly Shonen Sunday, entre el 11 de mayo de 2005 y el 17 de febrero de 2010. Posteriormente, fue compilado en 17 volúmenes o tankōbon, publicándose el volumen final en abril de 2010, poco después de que terminara la serie de anime basada en el cómic.
En 2009, recibió el premio de manga Shōgakukan en la categoría manga Shōnen, y fue elogiada internacionalmente como un gran éxito. La publicación fue adaptada a la televisión mediante una serie animada o anime, que contó en total con 50 episodios, y fue emitido por TV Tokyo entre el 5 de abril de 2009 y 28 de marzo de 2010. El primer episodio, basado en el argumento del primer volumen de la obra, recibió grandes elogios incluso fuera de Japón.

## Argumento
Cross Game trata sobre la historia de Ko Kitamura y sus vecinas, las cuatro hermanas Tsukishima: Ichiyo, Wakaba, Aoba y Momiji. Ko y Wakaba nacieron el mismo día y en el mismo hospital, lo que, sumado al hecho de que eran vecinos, determinó una relación muy cercana entre ambos. Wakaba trataba a Ko como si fuera su novio, aunque nada quedó oficialmente aclarado al respecto. Sin embargo, Aoba, un año menor que ellos, odiaba a Ko porque sentía que la alejaba de Wakaba.
Tras el fallecimiento de Wakaba en un campamento, Ko y Aoba lentamente mejoraron su relación para cumplir el último sueño de Wakaba: verlos jugar juntos en el Campeonato de Béisbol de las Escuelas Secundarias, en el Estadio Koshien.
En la primera parte de la historia, se muestra la residencia de la familia Kitamura —propietarios de Kitamura Sports—, ubicada cerca del Centro de Bateo de los Tsukishima. Gracias a esta cercanía y a la conexión entre negocios, ambas familias han mantenido un vínculo cercano durante varios años. Por esta razón, Ko y Wakaba desarrollaron una relación especial, pasando la mayor parte del tiempo juntos. Por otro lado, Aoba, quien es una excelente lanzadora de béisbol, sentía celos de esta relación porque pensaba que la alejaba de su hermana. Aunque Ko mostraba poco interés público por el béisbol, entrenaba en secreto a petición de Wakaba, esperando llegar a ser tan bueno como Aoba algún día. Sin embargo, Wakaba pierde la vida en un accidente de natación durante un campamento de verano al finalizar el quinto año de primaria.
La segunda parte se sitúa cuatro años después, cuando Ko está en su tercer año de secundaria. Al ingresar a la Escuela Secundaria Seishu, se une al club de béisbol junto con sus amigos de la infancia, Akaishi y Nakanishi. Sin embargo, el director interino de la escuela trae un nuevo entrenador y refuerza el equipo principal con un grupo de estudiantes seleccionados por su fuerza y habilidades. Este equipo está liderado por la estrella Yūhei Azuma y es el favorito para representar a la escuela. Debido a esto, Ko y sus amigos deciden no clasificarse para el equipo principal y forman un equipo de reserva dirigido por el antiguo entrenador Maeno. A pesar de las restricciones impuestas por el entrenador del equipo principal, el equipo de reserva practica en el campo de la Secundaria de Seishu. La rivalidad entre ambos equipos culmina en un partido de práctica en verano, donde el equipo principal gana por un estrecho margen.
Durante las vacaciones, mientras el equipo principal disputa el torneo clasificatorio de la prefectura, el equipo de reserva entrena en una escuela primaria cerrada recientemente con la ayuda de un anciano misterioso. Además, juegan partidos de práctica contra otras secundarias locales que habían llegado lejos en los preliminares regionales. Al finalizar el verano, el director interino decide disolver el equipo de reserva. Sin embargo, el entrenador Maeno solicita un último partido entre ambos equipos. Como condición, el equipo perdedor sería disuelto y su entrenador destituido. El equipo de reserva, con Aoba como jugadora, gana por un amplio margen, lo que lleva a la disolución del equipo principal, la marcha de su entrenador y del director interino.
En la primavera de ese año, Ko se convierte en estudiante de segundo año del instituto, mientras Aoba ingresa al Instituto Seishu. Yūhei, quien permaneció en Seishu tras la disolución del equipo principal, se muda a la casa de los Kitamura debido al cierre inesperado de los dormitorios escolares.
Un reformado equipo de béisbol de Seishu demuestra su potencial al derrotar al Instituto Sannō en la primera ronda del Torneo Clasificatorio de Verano de la Prefectura. Sin embargo, pierden en la segunda ronda contra el Instituto Ryūō en tiempo extra, poniendo fin a sus esperanzas de llegar al Estadio Koshien ese año.
Durante las vacaciones de verano, una chica llamada Akane Takigawa se muda al vecindario de Ko. Su parecido con la fallecida Wakaba genera sentimientos encontrados entre Ko, Aoba y Akaishi. Akane se convierte rápidamente en amiga de Ko y de las hermanas Tsukishima, y comienza a trabajar en el Café Tsukishima, propiedad de la familia. Con el inicio del nuevo año, la trama romántica se intensifica cuando se revela que Yūhei está interesado en Aoba. Mientras tanto, el equipo de Seishu incorpora como nuevo entrenador a Jumpei, el hermano mayor de Yūhei. Jumpei descubre que si logra llevar al instituto al Koshien, obtendrá el consentimiento para casarse con Ichiyo Tsukishima.
En el Torneo Clasificatorio de Verano, el Instituto Seishu gana la primera ronda contra el Instituto Municipal Matsunami sin permitir ninguna carrera. En la segunda ronda, derrotan al Instituto Municipal Sena, liderado por Tatsumasa Miki, un exmiembro del equipo principal de Seishu. El partido termina con un juego casi perfecto. Es con esta victoria donde concluye la segunda parte de la historia.
El manga está dividido en tres partes:
1. Primera parte: Corresponde al primer volumen del manga y abarca la época en la que los personajes principales asisten a la escuela primaria. Termina con el fallecimiento de Wakaba.
2. Segunda parte: Comienza cuatro años después, con Ko Kitamura en su tercer año de secundaria, y se extiende hasta el verano de su tercer año en el instituto.
3. Tercera parte: Inicia en el cuarto año de instituto de Ko y concluye con él y Aoba rumbo al Koshien.